# Крітолай (філософ)
Крітолай (грец. Κριτόλαος) з Лікії — перипатетик II століття до н. е..
Брав участь в афінському посольстві до сенату і народу римського (156 до н. е.), разом з академіком Карнеадом і стоїком Діогеном Вавилонським.
Крітолай був проти вчення стоїків про світові пожежі. Він стверджував вічність космосу, який є причина самого себе. Від вчення Арістотеля Крітолай відступав в деяких пунктах: так, він вважав насолоду злом і стверджував ефірну природу душі.